# Кашутин, Павел Александрович
Павел Александрович Кашутин (28 января 1918 года — ????) — советский педагог, ректор МГПИ (1966—1979).

## Биография
Родился 28 января 1918 года в Москве в семье служащих.
Окончив Московский авиационный институт, получил специальность инженера-механика по самолётостроению, с 1941 по 1944 годы работал на авиационных заводах города Москвы.
С 1944 по 1946 годы — слушатель Высшей партийной школы при ЦК КПСС, затем работал заместителем заведующего отделом Всесоюзного общества культурных связей с зарубежными странами (ВОКС).
С 1950 года — начал научно-педагогическую деятельность, работал старшим преподавателем, затем заведующим кафедрой в Московском автомобильно-дорожном институте (МАДИ), совмещая с общественной работой — комсорг ОКБ и секретарь заводской организации, неоднократно избирался в состав партбюро в ВОКСе и МАДИ.
С 1959 по 1961 годы — заместитель начальника Управления преподавания общественных наук Министерства высшего и среднего специального образования РСФСР.
С 1961 по 1966 годы — перешел на партийную работу: заведовал сектором науки, высших и средних специальных заведений в аппарате ЦК КПСС по РСФСР.
В августе 1966 года был назначен ректором Московского государственного педагогического института им. В. И. Ленина, и которым руководил вплоть до 1979 года.
В 1969 году — возглавил созданную в МГПИ совместно с Академией педагогических наук СССР лабораторию теории и организации высшего образования, которая объединила усилия ученых многих кафедр для исследования проблем развития высшего педагогического образования в стране.
После ухода с поста ректора по собственному желанию в 1979 году в течение года работал советником Министерства народного образования, а с сентября 1981 года — работал заведующим кафедрой в институте иностранных языков имени Мориса Тореза.
Неоднократно избирался депутатом Ленинского районного совета, где возглавлял комиссию по культуре, являлся членом пленума МГК и Ленинского РК КПСС, вел ответственную работу в правлении московской городской организации общества «Знание».

## Награды
- Орден Ленина (1972)
- Орден Трудового Красного Знамени (1967)
- Орден «Знак Почёта»
- Медаль «За оборону Москвы»
- Медаль «За доблестный труд в Великой Отечественной войне 1941—1945 гг.»
- значки «Отличник просвещения СССР» и «Отличник народного просвещения»